# Linea di basso
La linea di basso o parte di basso (chiamata anche con il corrispettivo inglese bassline o bass line) è l'espressione usata in molti generi musicali (come blues, jazz, funk, dub e musica elettronica, musica folk e musica classica) per indicare la parte strumentale o la linea suonata nel registro basso da uno strumento della sezione ritmica come il basso elettrico, il contrabbasso, il violoncello, la tuba, o la tastiera (pianoforte, organo hammond, organo elettronico o sintetizzatore).
Nel caso di un'esibizione solista non accompagnata, le linee di basso possono essere suonate nel registro inferiore di qualsiasi strumento mentre la melodia e/o un ulteriore accompagnamento vengono suonati nel registro medio o superiore. Le linee di basso risultano molto efficaci nella musica solista per pianoforte e organo a canne perché questi strumenti riescono a produrre un ottimo suono anche nel registro basso. Nel caso dell'organo a canne inoltre, la linea di basso viene solitamente suonata usando una pedaliera e canne massicce da 16' e 32'.